# 1834 w muzyce
Wydarzenia muzyczne w 1834 roku.

## Wydarzenia
- 23 stycznia – w paryskim Théâtre de la Bourse miała miejsce premiera opery Une bonne fortune Adolphe’a Adama[1][2]
- 2 lutego – w berlińskim Schauspielhaus miała miejsce premiera opery Die drei Wünsche op.42 Carla Loewego[1][2]
- 27 lutego – we florenckim Teatro della Pergola miała miejsce premiera opery Rosmonda d'Inghilterra Gaetana Donizettiego[1][2]
- 9 marca - w Paryżu miała miejsce premiera opery Zampa ou La fiancée de marbre Louisa Ferdinanda Hérolda[3]
- 7 kwietnia – w Londynie odbyła się premiera uwertury „Melusine, or the Mermaid and the Knight” później znana jako „Die schöne Melusine” Felixa Mendelssohna[1][2]
- 11 kwietnia – w Bath odbyła się premiera „Concerto da camera” op.10/2 Charlesa-Valentina Alkana[1][2]
- 18 kwietnia – premiera „Szenen aus Mozarts Leben” Alberta Lortzinga[1][2]
- 8 maja – w Londynie odbyła się premiera „Rondo brillant” op.29 Felixa Mendelssohna[1][2]
- 19 maja – w Londynie odbyła się premiera „Infelice” op.94 Felixa Mendelssohna[1][2]
- 24 maja – w paryskim Théâtre de la Bourse miała miejsce premiera opery Lestocq, ou L’intrigue et l’amour Daniela Aubera[1][2]
- 25 września – w paryskim Théâtre de la Bourse miała miejsce premiera opery Le Chalet Adolphe’a Adama[1][2]
- 11 października – Samuel Sebastian Wesley wygrywa po raz drugi konkurs Manchester Gentlemen’s Glee Club[1][2]
- 18 października – w neapolitańskim Teatro San Carlo miała miejsce premiera opery Buondelmonte Gaetana Donizettiego[1][2]
- 9 listopada – w paryskiej Salle du Conservatoire miała miejsce premiera „Sara la baigneuse” oraz „La belle voyageuse” Hectora Berlioza[1][2]
- 19 listopada – we Frankfurcie nad Menem odbyła się premiera „Psalm 115” Felixa Mendelssohna[1][2]
- 7 grudnia – w Konserwatorium Paryskim miała miejsce premiera „Andante spianato” Fryderyka Chopina[1][2]
- 21 grudnia – w praskim Teatrze Stanowym odbyła się premiera śpiewogry Fidlovačka, gdzie po raz pierwszy wykonano pieśń „Kde domov můj?”, dzisiejszy hymn Czech[4]
- 26 grudnia – w mediolańskiej La Scali miała miejsce premiera opery Gemma di Vergy Gaetana Donizettiego[1][2]

## Urodzili się
- 23 lutego – Ernesto Nicolini, francuski śpiewak operowy (tenor) (zm. 1898)
- 26 lutego – Aleksander Zarzycki, polski pianista, kompozytor, dyrygent i pedagog (zm. 1895)
- 5 marca – Marietta Piccolomini, włoska śpiewaczka operowa (sopran) (zm. 1899)
- 15 marca – Arthur O’Leary, irlandzki kompozytor, pianista i pedagog (zm. 1919)
- 23 marca
  - Julius Reubke, niemiecki kompozytor, pianista i organista (zm. 1858)
  - Rudolf Schwarz, polski kupiec, muzyk, pedagog (zm. 1899)
- 2 czerwca – Teresa Stolz, czeska śpiewaczka operowa (sopran spinto) (zm. 1902)
- 19 czerwca – Charles Spurgeon, brytyjski kaznodzieja baptystyczny, teolog i autor pieśni religijnych (zm. 1892)
- 17 sierpnia – Peter Benoit, belgijski kompozytor (zm. 1901)
- 31 sierpnia – Amilcare Ponchielli, włoski kompozytor (zm. 1886)
- 28 września – Charles Lamoureux, francuski dyrygent i skrzypek (zm. 1899)
- 3 października – Vilém Blodek, czeski kompozytor i flecista (zm. 1874)
- 20 listopada – Franjo Kuhač, chorwacki etnomuzykolog (zm. 1911)

## Zmarli
- 29 czerwca – Alexandre-Étienne Choron, francuski pisarz muzyczny, wydawca, pedagog i teoretyk muzyki (ur. 1771)
- 8 października – François-Adrien Boieldieu, francuski kompozytor (ur. 1775)

Data dzienna nieznana
- August Fryderyk Duranowski, polski skrzypek i kompozytor (ur. 1770)

## Muzyka poważna
- 5 stycznia – w Paryżu ukazuje się „Gazette musicale”. Jednym z jej założycieli jest Ferenc Liszt[1][2]
- 3 kwietnia – Robert Schumann wydaje pierwszy magazyn Neue Leipziger Zeitschrift für Musik[1][2]
- 16 maja – w wiedeńskim „Wiener Zeitung” opublikowano „Oberons Zauberhorn” op.116 Johanna Nepomuka Hummla[1][2]
- 4 lipca – w wiedeńskim „Wiener Zeitung” opublikowano „Die Schule des Legato und Staccato” op.335 Carla Czernego[1][2]